# Comunitatea Politică Europeană
Comunitatea Politică Europeană este o platformă pentru discuții politice și strategice despre viitorul Europei, înființată în 2022. Grupul s-a întrunit pentru prima dată în octombrie 2022, cu participanți din 45 de țări europene, precum și președintele Consiliului European și președintele Comisiei Europene.

## Istorie
Comunitatea Politică Europeană a fost propusă de președintele francez Emmanuel Macron în mai 2022, în rolul său de președinte al Consiliului Uniunii Europene. În perioada 23-24 iunie 2022, el a prezentat-o oficial la reuniunea Consiliului European.

## Scop
Scopul Comunității Politice Europene este de a oferi o platformă de coordonare a politicilor țărilor europene de pe întreg continent și de a stimula dialogul politic și cooperarea pentru a aborda probleme de interes comun, astfel încât să consolideze securitatea, stabilitatea și prosperitatea continentului european, în special în ceea ce privește criza energetică europeană. Comunitatea Politică Europeană include și țări din afara Uniunii Europene precum Regatul Unit, Islanda, Ucraina, Republica Moldova, Turcia, Azerbaidjan, Georgia și Armenia.

## Summituri

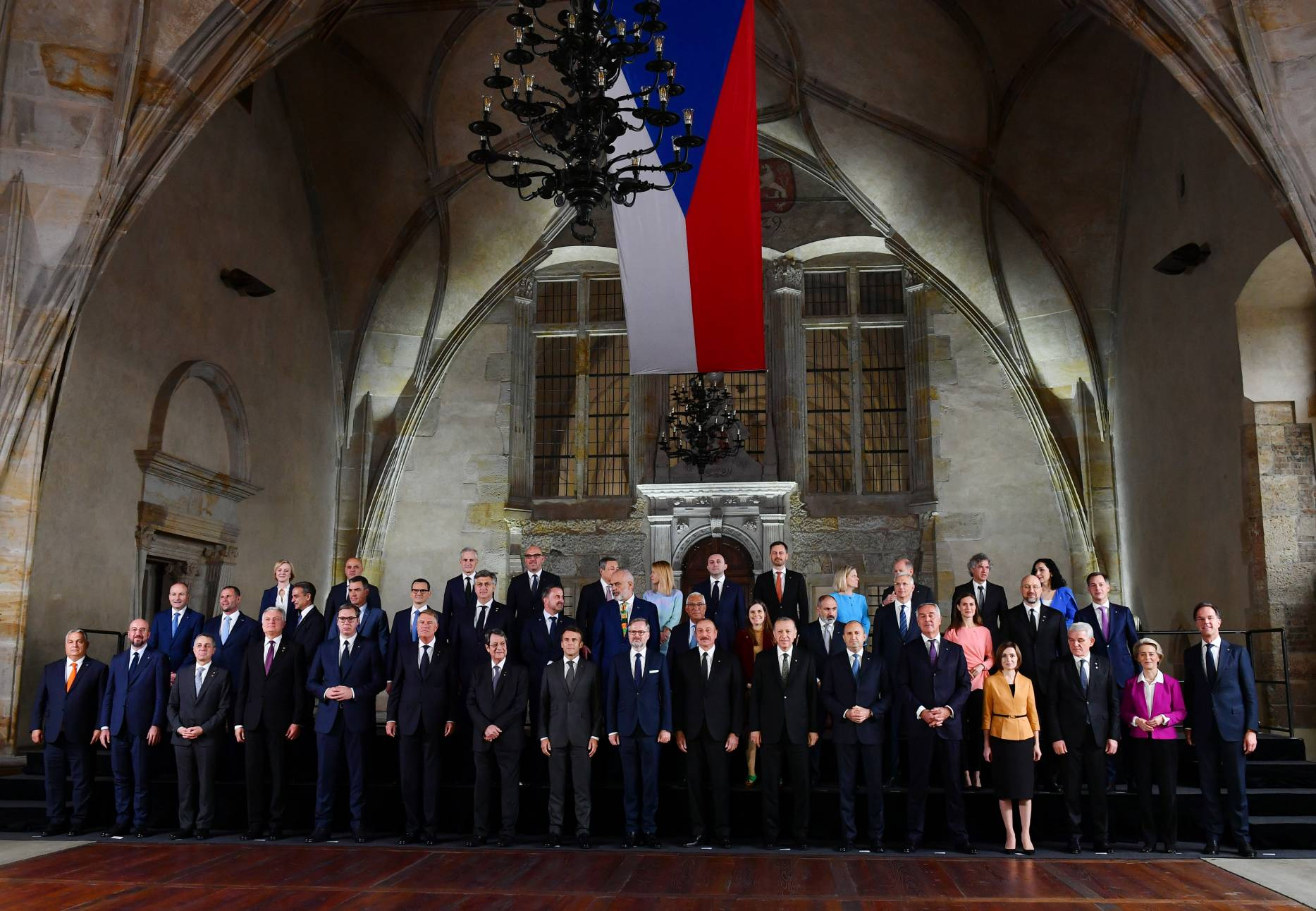
Lideri europeni la summitul de la Praga al Comunității Politice Europene

Se preconizează că vor avea loc două reuniuni la nivel înalt în fiecare an, alternând între țările UE și cele din afara UE. Primul summit a avut loc la Praga în perioada 6–7 octombrie 2022.
| Nr. | Data             | Țara-gazdă        | Loc                      |
| --- | ---------------- | ----------------- | ------------------------ |
| 1   | 6 octombrie 2022 | Cehia             | Cetatea din Praga, Praga |
| 2   | 1 iunie 2023     | Republica Moldova | Castelul Mimi, Bulboaca  |
| 3   | 5 octombrie 2023 | Spania            | Alhambra, Granada        |
| 4   |                  | Regatul Unit      |                          |

## Participanți
Țările participante la Comunitatea Politică Europeană sunt:
- Albania
- Armenia
- Austria
- Azerbaidjan
- Belgia
- Bosnia și Herțegovina
- Bulgaria
- Cipru
- Croația
- Danemarca
- Estonia
- Finlanda
- Franța
- Georgia
- Germania
- Grecia
- Ungaria
- Islanda
- Irlanda
- Italia
- Kosovo
- Letonia
- Liechtenstein
- Lituania
- Luxemburg
- Malta
- Republica Moldova
- Muntenegru
- Țările de Jos
- Macedonia de Nord
- Norvegia
- Polonia
- Portugalia
- România
- Regatul Unit
- San Marino
- Serbia
- Slovacia
- Slovenia
- Spania
- Suedia
- Elveția
- Cehia
- Turcia
- Uniunea Europeană
- Ucraina